# Bahnhof Sofia

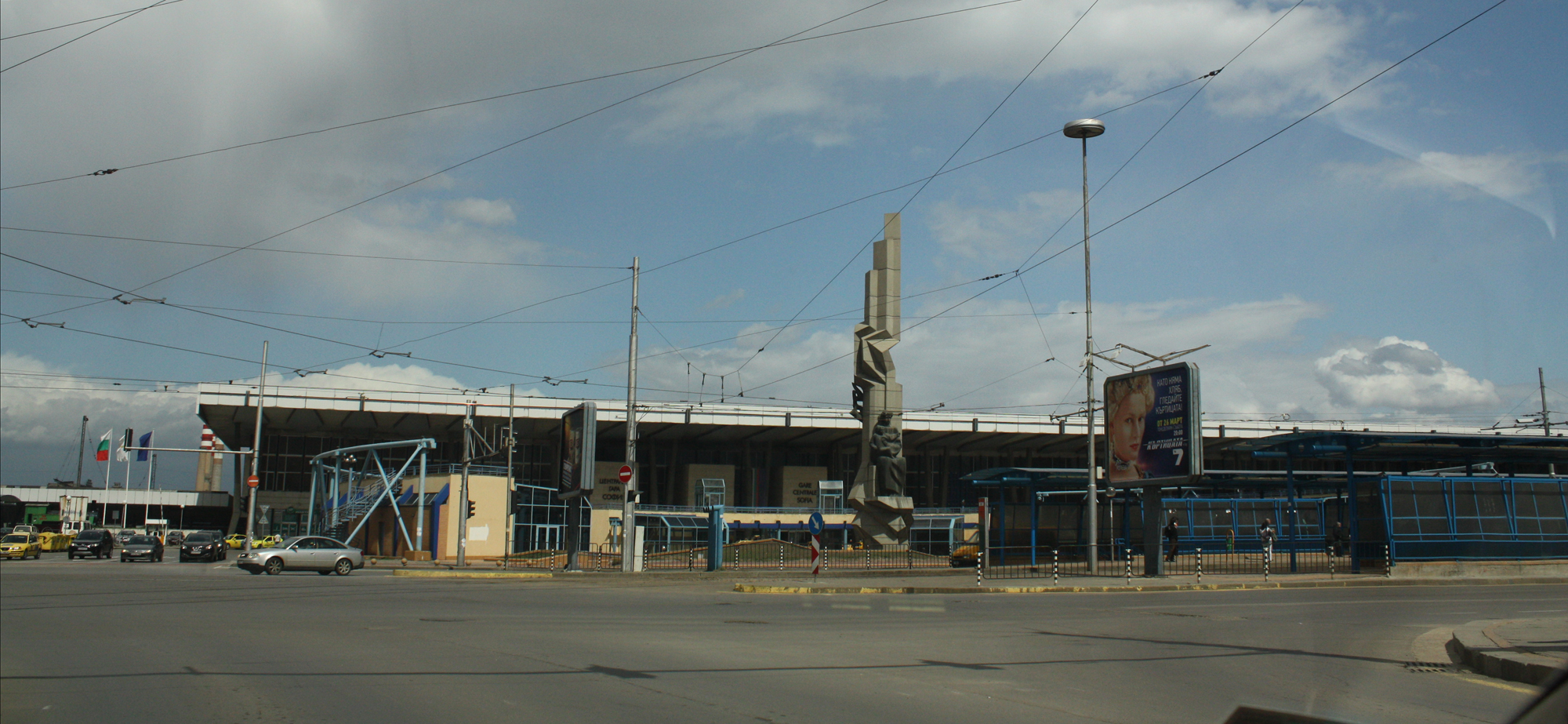
Vorplatz des Sofioter Hauptbahnhofs (2013)

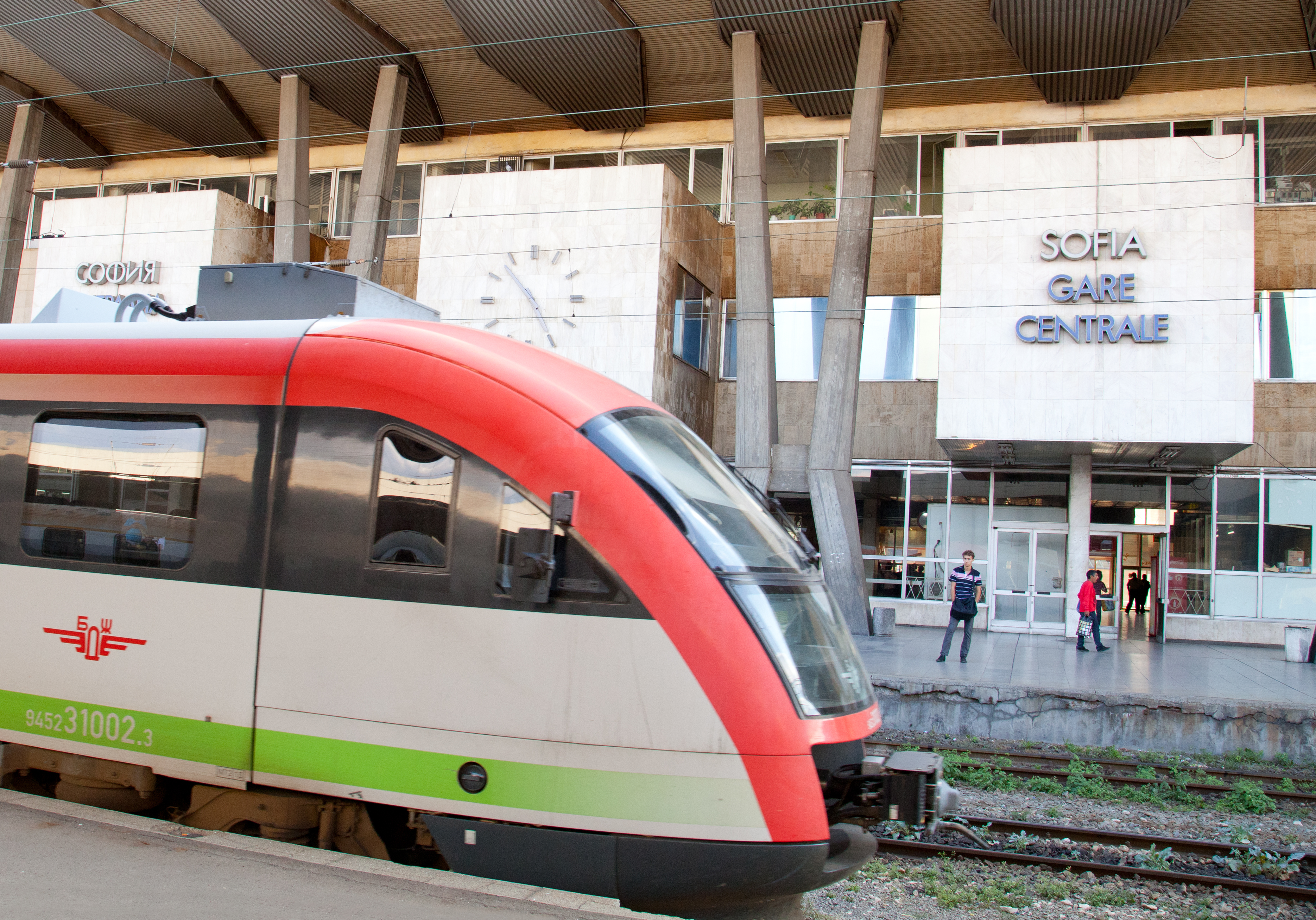
Bahnsteig und Zug der bulgarischen Staatseisenbahnen (Siemens Desiro) im Hauptbahnhof Sofia

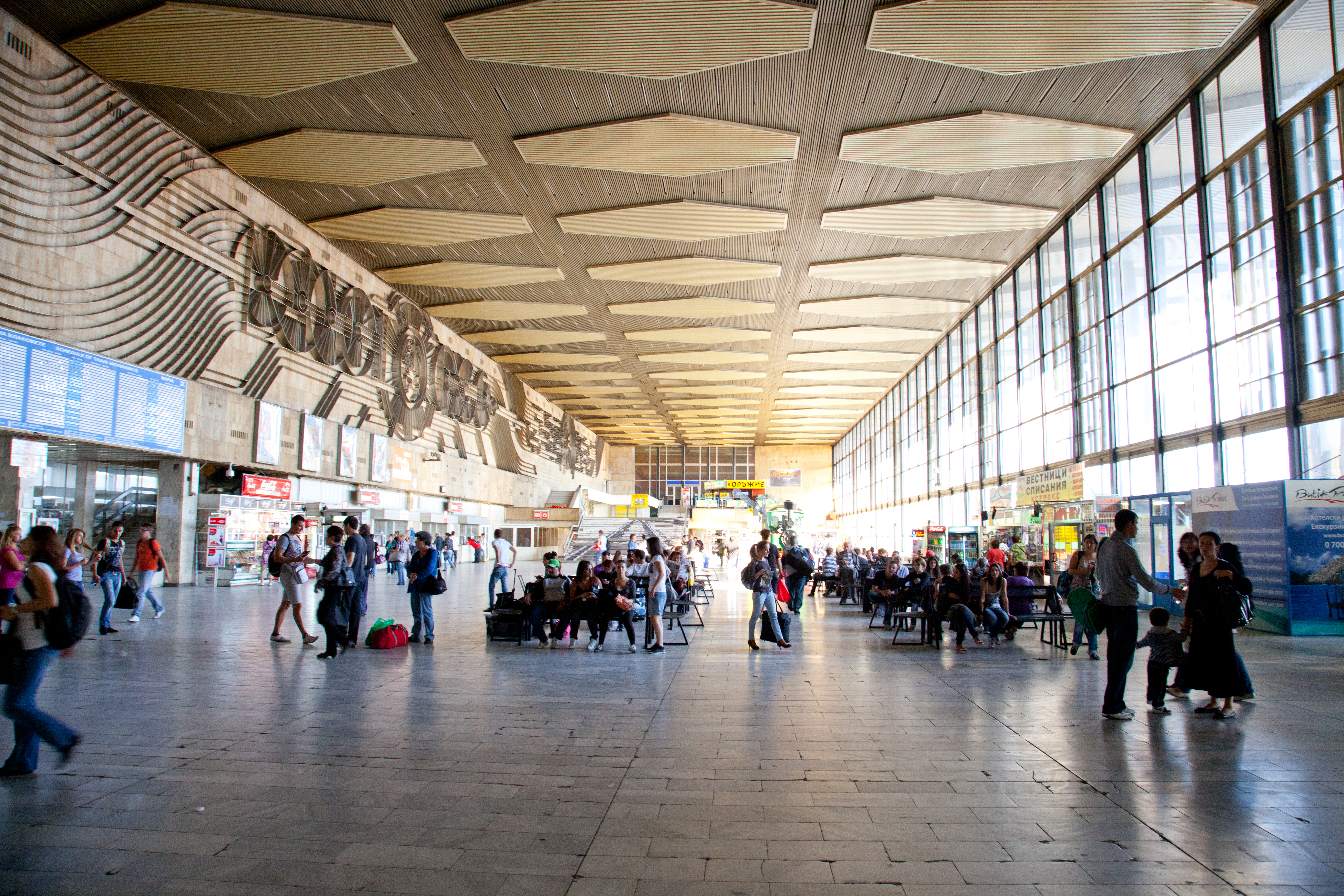
Die große Bahnhofshalle vor der Sanierung

Der Bahnhof Sofia (bulgarisch Гара София Gara Sofia oder bulgarisch Централна гара София Zentralna gara Sofia) ist der zentrale Personenbahnhof der bulgarischen Hauptstadt Sofia.

## Lage
Der Bahnhof liegt ungefähr einen Kilometer nördlich der Löwenbrücke, am Boulevard Knjaginja Maria Luisa. Unmittelbar östlich an den Bahnhof grenzt der neu gebaute Busbahnhof Sofia.
Nördlich an den Bahnhof schließt sich das Stadtviertel Orlandowzi an, mit einem Wärmekraftwerk im Norden und dem Sofioter Zentralfriedhof im Nordosten.

## Geschichte
Das erste Bahnhofsgebäude war von den Architekten Adolf Vaclav Kolář (1841–1900), Bogdan Prošek und T. Markow (bulg. Т. Марков) entworfen worden. Adolf Vaclav Kolář war von 1886 bis 1895 mit dem Bahnhofsbau beschäftigt. Die Bauzeit erstreckte sich von 1882 bis 1888.

Das alte Bahnhofsgebäude

Der Bahnhof Sofia wurde am 1. August 1888 (12. August 1888 nach julianischem Kalender) eröffnet. Dieser erste Bahnhof von Sofia wurde für die Bahnstrecke Zaribrod–Sofia–Wakarel erbaut, die erste Strecke der Bulgarischen Staatsbahnen (Balgarski Darschawni Schelesnizi), die vollständig von bulgarischen Ingenieuren errichtet wurde. Zur Eröffnungsfeier des Bahnhofes traf ein Zug aus London, über Paris kommend, ein, der am darauffolgenden Tag über Plowdiw und Edirne nach Istanbul weiterfuhr. Damit war die durchgehende Schienenverbindung von Westeuropa nach Istanbul fertiggestellt. Seither benutzte auch der Orient-Express diese Strecke.
Bulgarien eröffnete den Bahnhof und die Bahnlinie nach Zentral- und Westeuropa nur zehn Jahre nach Erlangung der Unabhängigkeit 1878 und setzte alle Anstrengungen daran, um für die weitere wirtschaftliche Entwicklung einen Transportanschluss in die Länder Zentral- und Westeuropas mit seinen Industriezentren zu schaffen. Bis dahin war der übliche Transportweg die Donau, wobei die Waren dann vom bulgarischen Donauhafen der Stadt Lom 200 bis 300 km auf Ochsenkarren nach Sofia transportiert werden mussten.
Bei der Wahl des Standortes für den ersten Bahnhof von Sofia hatten sich die Architekten gegen die Mitglieder der Stadtverwaltung durchgesetzt. Diese wollten den Bahnhof ursprünglich unmittelbar im Stadtzentrum haben, vor dem Zentralen Mineralbad Sofia, am Badplatz und nicht drei Kilometer nördlich und damals noch außerhalb der Stadt, an der Straße zu den Dörfern Nadeschda (bulg. Надежда) und Wrabniza (bulg. Връбница). An der ursprünglich vorgesehenen Stelle am Badplatz wurde dann stattdessen 1909 bis 1911 die Zentralmarkthalle Sofia errichtet.
Das Bahnhofsgebäude wurde von 1882 bis 1888 unter Beteiligung italienischer Spezialisten und des Unternehmers Iwan Grosew (Иван Грозев, der später Bürgermeister von Sofia wurde) errichtet. Das Gebäude war einstöckig, 96 m lang und 12 m breit. Es hatte einen kleinen Glockenturm an der Südfassade, die dem Witoscha-Gebirge zugewandt ist. Der Ost- und Westflügel hatte jeweils ein zweites Stockwerk.
Der erste Bahnhofsvorsteher war Josif Karapirow (Йосиф Карапиров), er war vorher Angestellter in der Compagnie des Chemins de fer Orientaux von Baron Hirsch gewesen. 1894 wurde Georg Untenberg Bahnhofsvorsteher. Nach 11 Jahren im Dienst wurde er 1905 zum Inspektor für die Hauptdirektion der Bulgarischen Staatseisenbahnen befördert. Von 1906 bis 1907 war er deren Generaldirektor. Später war Edgard Karapirow, der Sohn des ersten Bahnhofsvorstehers, für zwölf Jahre Bahnhofsvorsteher.
1923 hatte der Bahnhof 144 Angestellte. Die Kommunikation für Zwecke der Bahnsicherheit erfolgte über einen Morseapparat. Dieser war bis 1914 der belgische Morseapparat Leopold, und danach ein Siemens-Morseapparat.
Als der Güterbahnhof Podujane in Sofia gebaut wurde und so der Personenverkehr vom Güterverkehr getrennt wurde, wurde der Bahnhof Sofia 1948 in Hauptbahnhof Sofia umbenannt.
Seit 2002 ist der Bahnhof im Eigentum der Bulgarischen Eisenbahninfrastrukturgesellschaft (bulgarisch Национална Компания Железопътна Инфраструктура Nazionalna Kompanija Schelesopatna Infrastruktura, deutsch ‚Staatsunternehmen der Eisenbahninfrastruktur‘; kurz: НКЖИ / NKŽI). Vor 2002 hatte die Bulgarische Staatsbahn (BDŽ) das Staatsmonopol auf den Eisenbahntransport in Bulgarien und war damit auch Eigentümer des Bahnhofs Sofia.

## Gebäude

### Altes Bahnhofsgebäude
Das alte Bahnhofsgebäude hatte drei Wartesäle für die Reisenden: im Wartesaal für die erste Klasse standen mit rotem Samt bezogene Sofas, in der zweiten Klasse waren sie grün bezogen und in der dritten Klasse gab es nur Holzbänke. Im Keller des Bahnhofsgebäudes befand sich ein Bad für das Bahnpersonal. Der Bahnhof war für eine Stadt mit 100.000 bis 150.000 Einwohnern ausgelegt. Im Jahr der Bahnhofseröffnung 1888 hatte Sofia rund 20.000 Einwohner, erst 1910 erreichte die Einwohnerzahl die Grenze von 100.000.
Der Bahnhof wurde mit Gaslaternen beleuchtet. Auf dem Bahnsteig, neben dem Haupteingang, unter der Bahnhofsuhr, gab es eine Glocke, deren Läuten folgende Bedeutung hatte:
- 1. Läuten – der Fahrkartenverkauf beginnt,
- 2. Läuten – Verabschiedung und in den Zug einsteigen,
- 3. Läuten – Abfahrt des Zuges.

Auf dem Bahnhofsvorplatz stand ein Bronze-Springbrunnen. Dort warteten auch die Kutschen auf ihre Kunden.
Die erste Lokomotive traf am 6. November 1887 auf dem Schienenweg im Hauptbahnhof Sofia ein. Sie trug den Namen Katerina und hatte die Aufgabe, die Gleise auf der Bahnstrecke Sofia–Wakarel zu testen. Die Lokomotiven wurden mit Holz geheizt.
Der Sofioter Hauptbahnhof wurde mehrmals erweitert und umgebaut.
Von 1908 bis 1912 wurde der Bahnhof unter dem neuen Direktor der technischen Direktion der Bulgarischen Staatseisenbahnen, Ing. Karakaschew erweitert. Man erwartete, dass der Bahnhof nach der Erweiterung für die nächsten 50 Jahre den Erfordernissen des Transportaufkommens gerecht werden würde. Ebenso wurde ein neuer Lokschuppen neben dem Bahnbetriebswerk errichtet und das Gepäck- und Paketlager erweitert. Weiterhin wurden zusätzliche Dienstgebäude und Wohngebäude für die Eisenbahner errichtet.
Westlich und östlich des Bahnhofes (die beiden Ausfahrtrichtungen) fand 1915 eine weitere Erweiterung statt und 1927 wurde westlich des Bahnhofes ein modernes Stellwerk errichtet.

### Heutiges Bahnhofsgebäude
Nachdem mit dem Bau des neuen Bahnhofsgebäudes bereits 1971 begonnen wurde, der erste Spatenstich fand am 23. Februar 1971 durch den damaligen Verkehrsminister Grigor Stoitschkow statt, wurde das alte Bahnhofsgebäude am 14. April 1974 vollständig abgetragen – der westliche Teil des alten Empfangsgebäudes. Das jetzige Bahnhofsgebäude wurde 1971 bis 1974 im Stil des Brutalismus gebaut, nach einem Entwurf der Architekten Olga Stantschewa, Snescha Daskalowa und Milan Dobrew (nach anderen Quellen von der Firma Transprojekt unter Leitung des Architekten Milko Bechtew). Das neue Bahnhofsgebäude wurde am 6. September 1974 eröffnet. Es hat zwei unterirdische Ebenen und drei oberirdische. Es wurde größtenteils mit weißem Marmor verkleidet. Das Dach ruht auf 36 X-förmigen Säulen. Der Bahnhof hat sieben überdachte Bahnsteige, 13 Gleise und einen Wartesaal mit 500 Sitzplätzen.
Vor dem Bahnhof wurde eine 34 Meter große Statue „Mutter mit Kind“ (nach anderen Quellen „Sofia“) errichtet, vom Bildhauer Welitschki Minekow (Величко Минеков).
Der Hauptbahnhof und der Platz vor dem Hauptbahnhof wurden nach 2000 grundüberholt, der Architekt war Milan Dobrew. Es wurde eine große mit Seilnetzen abgespannte Zeltdachkonstruktion im Stil des Münchener Olympiastadions, mit einer Fläche von 4500 m², über dem Vorplatz des Bahnhofs errichtet. Das Bahnhofsinnere wurde auch wesentlich modernisiert. Die Kosten des Umbauprojekts betrugen 3,5 Mill US-Dollar. Im Jahr 2012 wurde die Zeltdachkonstruktion auf Grund von Sicherheitsbedenken wieder abgebaut.
Seit dem 31. August 2012 besteht am Hauptbahnhof Anschluss an die zweite U-Bahn-Linie der Metro Sofia, die zwischen der Station Obelja (Обеля) über die Umsteigestation Serdika (Сердика) zur Station Witoscha (Витоша) im Stadtviertel Losenez verkehrt.
Zwischen 2012 und 2016 wurde das Gebäudekomplex grundsaniert, wobei besonders an einen modernen und zeitgemäßen Erscheinungsbild Wert gelegt wurde, sowie eine deutliche Energieeinsparung. Die Kosten betrugen mehr als 20 Mil. Euro.

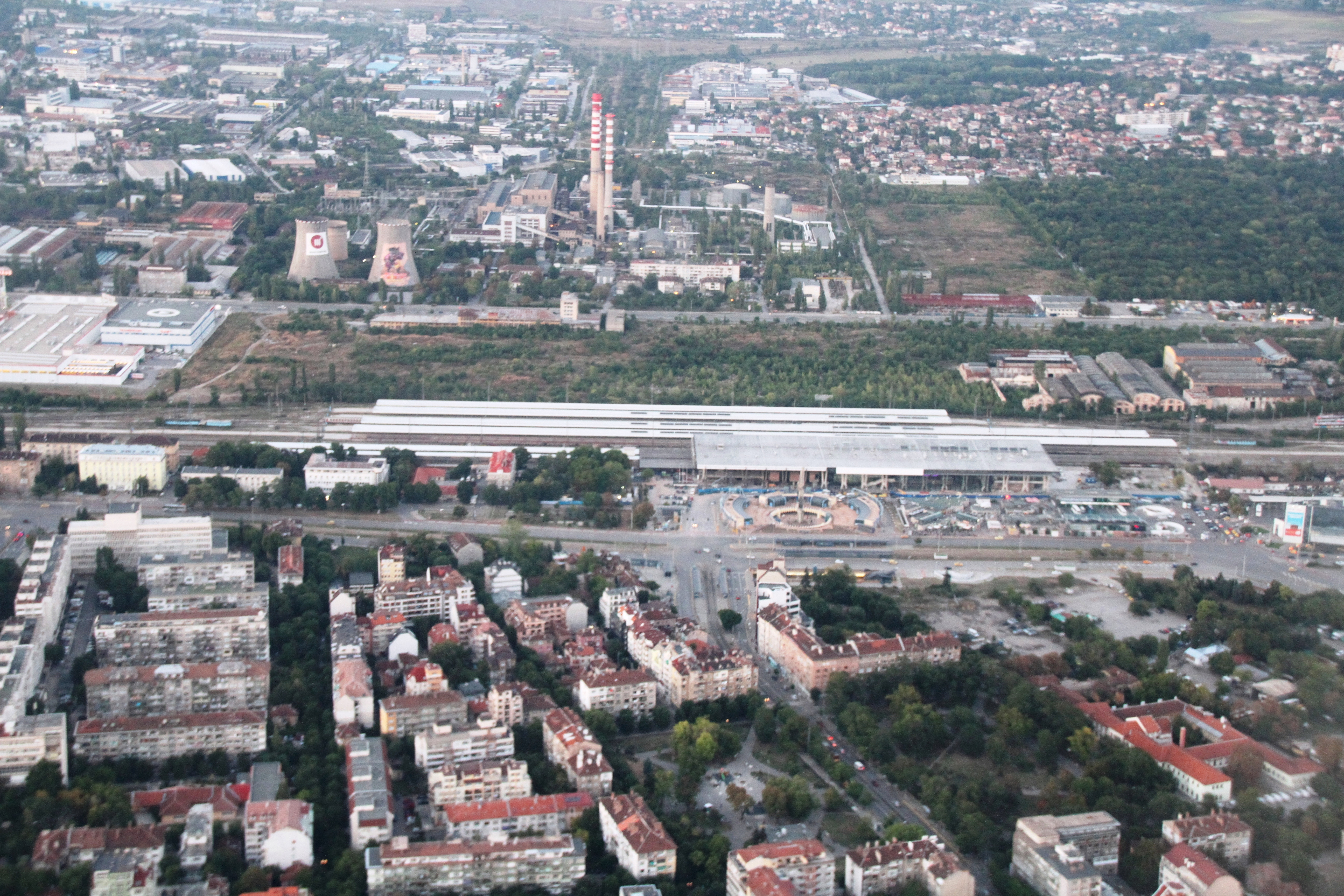
Luftbild des Bahnhofs mit Vorplatz
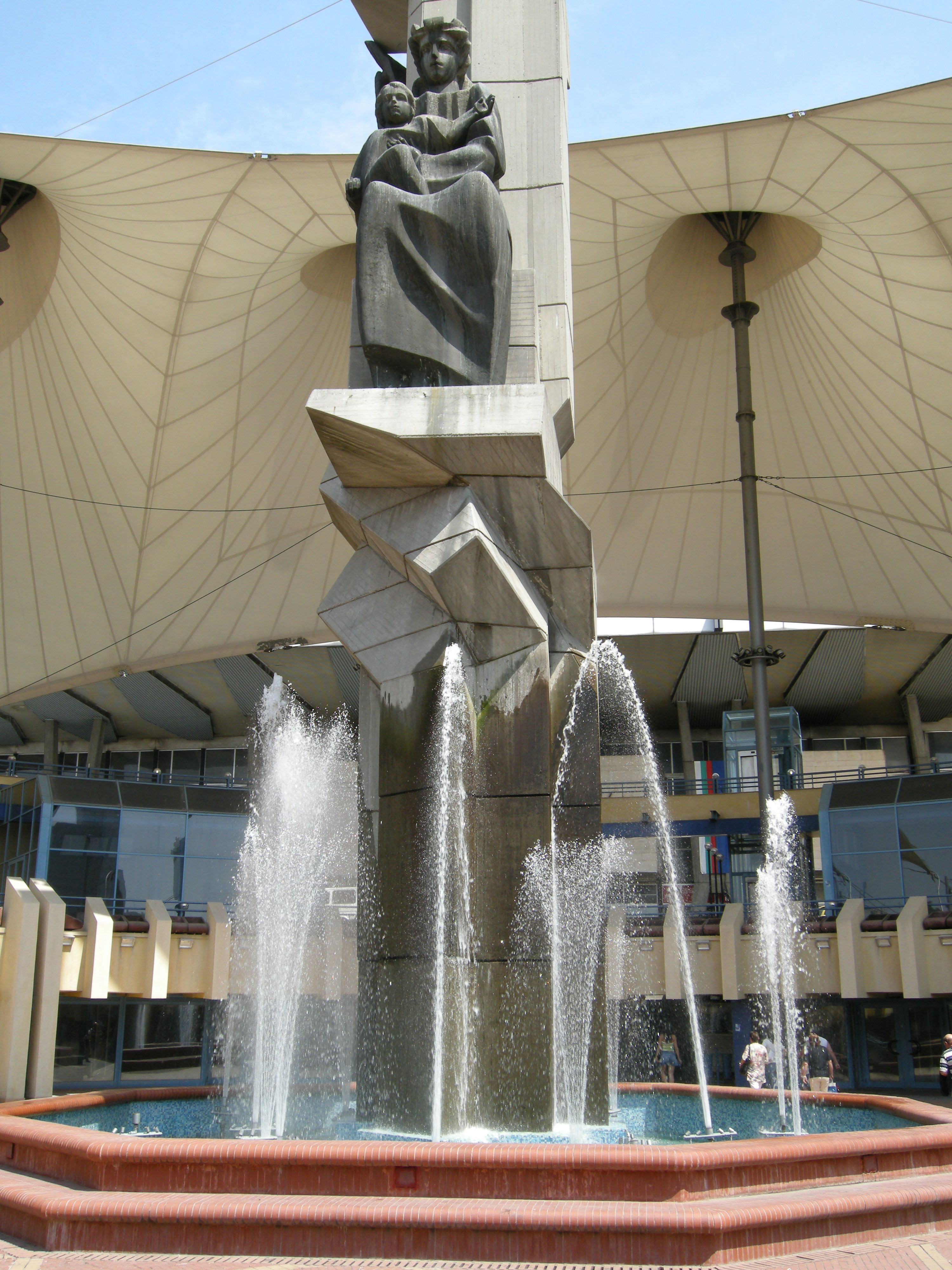
Brunnenskulptur „Mutter mit Kind“
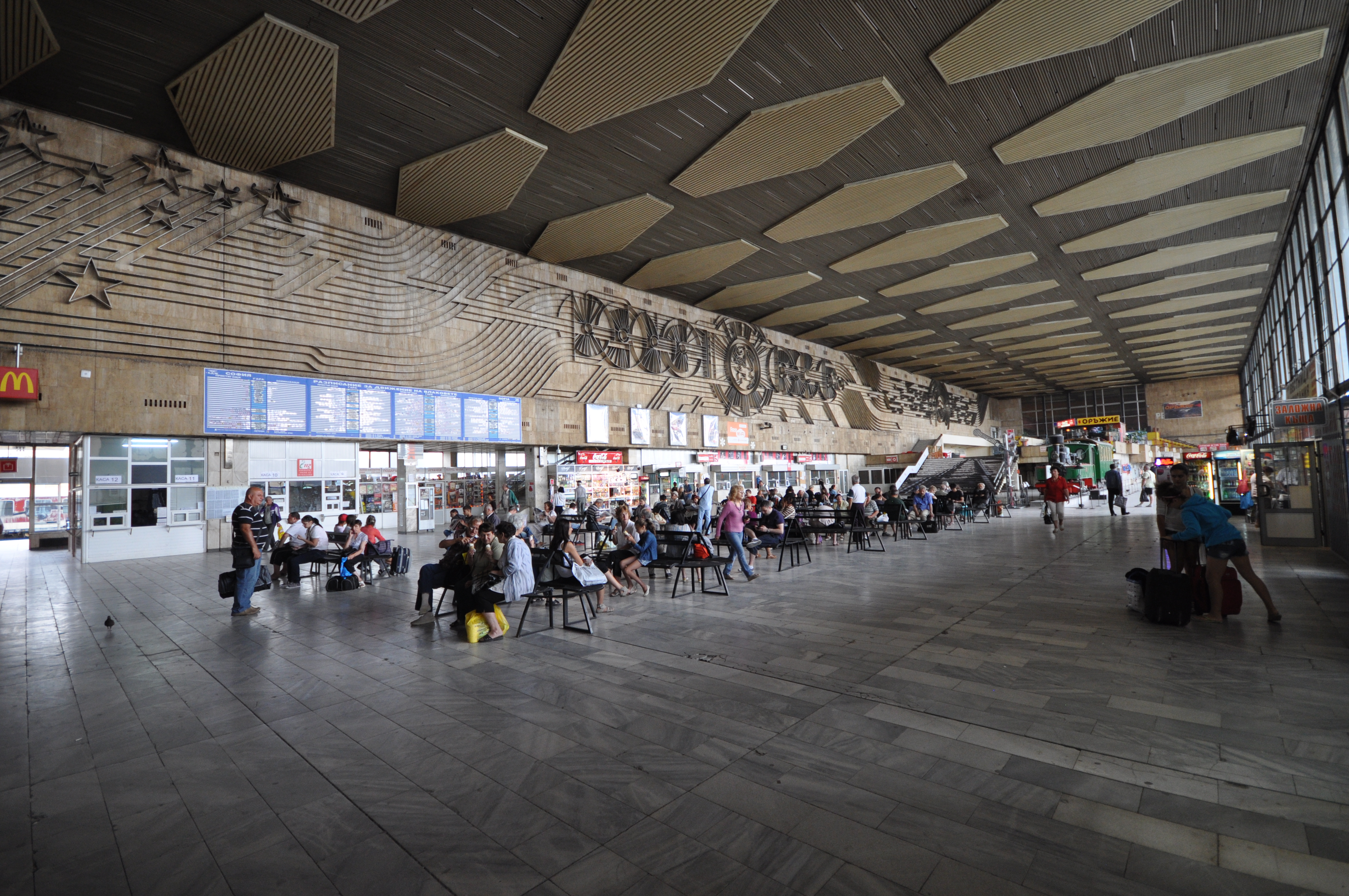
Wartehalle (2012)
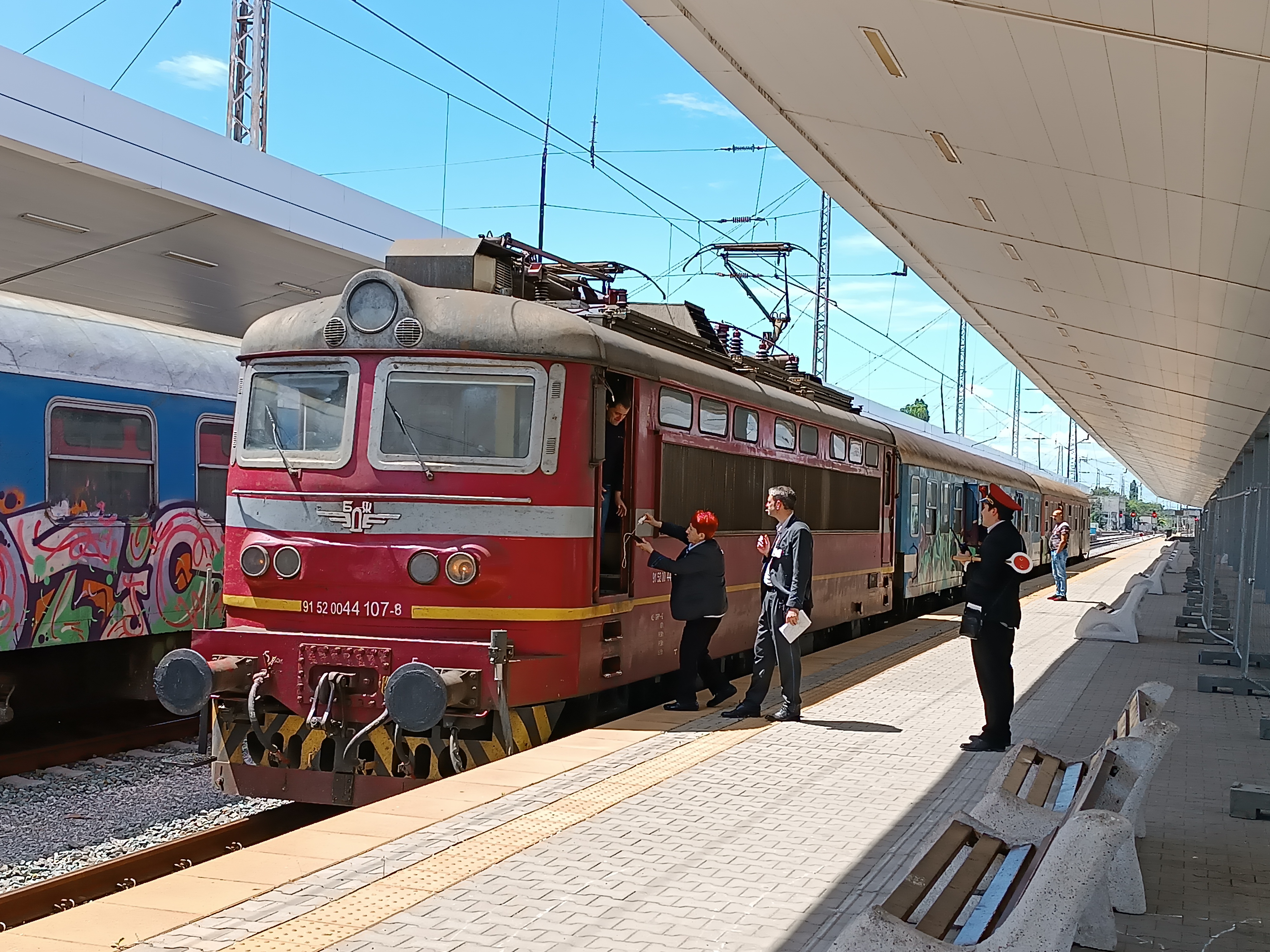
Zug der BDŽ

## Statistik
Um die Zeit der Errichtung des Sofioter Bahnhofs (1882 bis 1888) wuchs die Bevölkerung von Sofia rasant an: von 20.201 (1. Januar 1881) auf 46.600 (1. Januar 1893). In den ersten Jahren nach der Eröffnung des Bahnhofes benutzten jährlich ungefähr 26.400 Reisende den Bahnhof; 1895 waren es 81.000; 1900 bereits 286.000 und 1905 dann 415.000 jährlich.
Wegen der rasant ansteigenden Passagierzahlen erwog man den Bau eines weiteren Bahnhofes in Sofia. Das erste Projekt dieser Art war von Ingenieur L. Chaschkow (Л. Хашнов), das einen Kopfbahnhof an der heutigen Kreuzung ul. Rakoski Ecke Bul. Dondukow vorsah. Das Projekt wurde jedoch nicht angenommen. Ein zweites Projekt wurde 5 Jahre später von einer Kommission von Spezialisten und einflussreichen Persönlichkeiten vorangetrieben. Wegen des Platzmangels im Stadtzentrum wurde es jedoch ebenfalls verworfen. Ein drittes verworfenes Projekt von 1905/07 sah vor, den alten Bahnhof lediglich als Rangierbahnhof zu belassen und einen neuen, größeren Bahnhof zwischen den Straßen bzw. Boulevards Eksarch Josif, Iskar, Dondukow und Serdika zu errichten.
Von Januar bis Juli 2004 benutzten 2.323.844 Reisende den Bahnhof. Das entsprach 11,8 % der Eisenbahnpassagiere Bulgariens in diesem Zeitraum. Im Durchschnitt benutzten täglich 10.910 Reisende 166 Züge (davon 84 ankommende und 82 abfahrende) vom Sofioter Hauptbahnhof. Der Bahnhof hat 30 Fahrkartenschalter und fünf elektronische Anzeigetafeln.

## Fernverkehr
Vom Bahnhof Sofia gibt es internationale Zugverbindungen nach Bukarest und Istanbul.